# بخش مرکزی شهرستان مریوان
بخش مرکزی شهرستان مریوان یکی از بخش‌های شهرستان مریوان در استان کردستان در غرب ایران است.

## تقسیمات کشوری
- دهستان زریوار
- دهستان سرکل
- دهستان کوماسی

شهر: مریوان

## جمعیت
بنابر سرشماری مرکز آمار ایران، جمعیت بخش مرکزی شهرستان مریوان در سال ۱۳۸۵ برابر با ۱۲۹۹۲۷ نفر بوده است.